# Doris Benegas
Doris María Benegas Haddad (Caracas, 1951-Valladolid, 29 de julho de 2016) foi uma política e advogada espanhola, militante do movimento nacionalista de Castela, estabelecida na cidade de Valladolid. Militante em várias organizações feministas de Castela e Leão, foi também dirigente da coalizão independentista Esquerda Castelhana e irmã do dirigente político de esquerda Txiki Benegas.

## Biografia
Benegas nasceu em Venezuela em 1951, filha de pai espanhol (o advogado, militante do PNV e exilado José María Benegas Echeverría) e de mãe venezuelana de origem judia nascida no Líbano, Doris Haddad.
Aos quatro anos sua família emigrou para  Espanha, residindo em San Sebastián até que ela se mudou para Valladolid aos 21 anos. Em San Sebastián licenciou-se em Direito. Em Valladolid trabalhou em FASA-Renault e participou nas mobilizações e manifestações de trabalhadores dos últimos anos da ditadura franquista e os primeiros da Transição, durante os quais ela foi militante de CCOO (sindicato do que foi expulsa em 1979) e dirigente do Movimento Comunista (MC) em Castela e Leão. Foi detida duas vezes durante os anos finais do franquismo. Em 1979, a sede do MC em Valladolid foi incendiada por um grupo de extrema-direita.
Benegas foi candidata à prefeitura de Valladolid em 1979 e 1983 da Unidade Popular-Povo Revolucionário.
Mais tarde, um grupo de militantes do MC, entre os que se encontrava Benegas, evoluiu para posições de esquerda nacionalista de Castela e fundaram em 1985 a Unidade Popular Castelhana, da que Benegas foi uma das principais dirigentes, assim como uma organização juvenil, as Juventudes Castelhanas Revolucionárias (hoje Yesca). Os dois movimentos, entre outros, formaram no ano 2000 o partido Esquerda Castelhana.
Foi candidata da Iniciativa Internacionalista - A Solidariedade entre os Povos (II-SP) nas eleições ao Parlamento Europeu do ano 2009.. Durante o processo seguido pelo Supremo Tribunal de Espanha para a anulação da candidatura de II-SP, as actividades de Doris Benegas em relação com o chamado "círculo de ETA" (em 1984 participou num mitin de Herri Batasuna, numa homenagem ao etarra Francisco "Pakito" Arriarán Arregui no ano seguinte, bem como uma manifestação em Bilbao em 2004 de apoio à candidatura de Herritarren Zerrenda (HZ) e em novembro de 2004, num acto de apoio a Batasuna) foram alguns dos argumentos utilizados para instar à anulação da candidatura.
Em setembro de 2012 foi imputada pela Audiência Nacional como organizadora da manifestação Rodeia o Congresso por crimes  contra as instituições.
Além de sua actividade política, Doris Benegas tem desenvolvido como advogada. Fez parte da acusação popular no "caso da colza", ou em casos de agressão sexual, assim como no julgamento contra o clã de narcotraficantes de Valladolid conhecidos como "Los Monchines".
Em setembro de 2014, entrou em um processo  contra Cristina Cifuentes e Ignacio Cosidó por proibir a exibição de simbologia republicana durante a proclamación como rei de Filipe VI. Foi detida o 4 de outubro de 2014 na manifestação Rodeia o Congresso. Benegas afirmou ter sido detida e agredida pelas forças de segurança espanholas sem motivo algum e declarou também que o facto foi «uma vingança da Delegação do Governo pela apresentação das querelas».
Benegas faleceu em Valladolid o 29 de julho de 2016, aos 64 anos de idade.